# Sclafani Bagni
Sclafani Bagni es una localidad italiana de la provincia de  Palermo, región de Sicilia, con 471 habitantes.

Ubicación de la ciudad de Sclafani Bagni dentro de la provincia de Palermo.

## Evolución demográfica
| Gráfica de evolución demográfica de Sclafani Bagni entre 1861 y 2001 |
|                                                                      |
| Fuente ISTAT - Elaboración gráfica por parte de Wikipedia            |